# Bocagea viridis
Bocagea viridis A. St.-Hil. – gatunek rośliny z rodziny flaszowcowatych (Annonaceae Juss.). Występuje endemicznie we wschodniej części Brazylii – w stanach Espírito Santo, Minas Gerais oraz Rio de Janeiro.

## Morfologia
PokrójZimozielone drzewo lub krzew. Dorasta do 2–5 m wysokości.
LiścieMają owalny kształt. Mierzą 7–8,5 cm długości oraz 2–4 cm szerokości. Liść na brzegu jest całobrzegi. Wierzchołek jest ostry.
KwiatySą pojedyncze. Rozwijają się na szczytach pędów. Mają 6 białych płatki osiągających do 4 mm długości.
OwocePojedyncze. Mają odwrotnie jajowaty kształt. Osiągają 6 mm długości.

## Biologia i ekologia
Rośnie w lasach. Występuje w ekosystemach cerrado i Mata Atlântica.